# Ruido de Rabia
Ruido de Rabia fue un grupo de thrashcore del País Vasco (España), nacido en Tolosa a finales de los años 80. Estuvo en activo hasta 1994.

## Historia
Ruido de Rabia se formó en Tolosa tras la disolución de Tortura Sistemátika a finales del año 1985. 
La formación original, la componían Shanti Iribar (voz), Lamberto Perurena (guitarra), ambos exmiembros de Tortura Sistemátika, junto a J.M. Gandarias (batería) y Santi Manterola (bajo), miembros de Eizen y, respectivamente, excantante y exguitarra de Autodefensa. 
Un año después, Santi Manterola abandona el grupo, siendo sustituido como bajista por Jorge Sanz, exmiembro de Bukaera. Esta formación es la que grabaría el famoso split Eros versus Thanatos / Último Gobierno (1987), compartido con el grupo hardcore de Burgos Último Gobierno y autoeditado por los dos grupos. 
En 1988, el batería, J.M. Gandarias, decide dejar la banda, lo que acarreó un parón de cerca de un año para Ruido de Rabia, hasta que encontraron a un sustituto en Sebas Ginger.
En 1990 de nuevo hubo cambios de miembros: el batería Sebas Ginger y el guitarrista Lamberto Perurena se marchan, siendo reemplazados respectivamente por Antonio Mateos y el exbajista original, Santi Manterola, esta vez haciéndose cargo de la guitarra. Esta formación produjo en 1991 la maqueta Pequeñas reliquias de un infanticida, tras la cual vino la época dorada de la banda recorriendo gran parte de la geografía estatal. A finales de 1991, la entrada de un segundo guitarrista, Pablo (ex Dickcheese, ex Inemboys, ex Victim In Pain), reforzó el sonido de la banda. 
Tras un año de estabilidad, en noviembre de 1992 Santi Manterola (guitarra) abandona el grupo, reemplazándolo Iñaki (ex Arkhe). Esta nueva formación –Shanti (voz), Jorge (bajo), Antonio (batería), Pablo (guitarra) e Iñaki (guitarra)– sería la que grabaría el último disco del grupo: Revolución Cósmica, que se editó en 1993. La banda se despidió de los escenarios en 1994 en el gaztetxe de Alegi.
En el 2007 se editó el recopilatorio Eros versus Thanatos, 2 CD + 1 DVD con casi todo el material de audio y vídeo de la banda. En el 2008 sale un split EP de la banda, compartido con Venereal Disease. La parte de Ruido de Rabia (titulada Inspiración - Expiración) consiste en un ensayo de 1986, con temas que posteriormente saldrían en el split LP con Último Gobierno.
En la actualidad y desde 1999, dos ex componentes de Ruido de Rabia (Jorge Sanz al bajo y Shanti Iribar a la voz) forman parte del grupo Lobo Eléctrico.

## Integrantes

### 1ª formación (1985)
- Shanti Iribar - voz
- Lamberto Perurena - guitarra
- J.M.Gandarias - batería
- Santi Manterola - bajo

### Última formación (1994)
- Shanti Iribar- voz
- Jorge Sanz- bajo
- Pablo - guitarra
- Iñaki - guitarra
- Antonio - batería

## Discografía
- Eros versus Thanatos / Último Gobierno (autoeditado, 1987) - Split LP con el grupo Último Gobierno.[1]
- 1 tema ("Fiesta nacional") en el flexi EP Nobody listens anymore (P.P.R. - Violent noise, 1990), junto a otros grupos europeos.
- Casete Pequeñas reliquias de un infanticida (autoeditado, 1991; reeditada por Fobia-Duros Sentimientos en 1993).[2]
- LP Revolución Cósmica (Phobia - Duros Sentimientos, 1993).[3][4]
- 2CD + DVD Eros versus Thanatos (Cooperacción records - B.O.F., 2007), recopilatorio de toda su discografía oficial.[5]
- Inspiración - Expiración / Venereal Disease (Reek of Putrefaction, 2008) - Split EP con el grupo Venereal Disease. La grabación de RdR se remonta a 1986.[6]